# Рабека
Рабека або рабека чулейра — це смичковий інструмент, який походить з Португалії, широко використовуваний у Португалії та північно-східній Бразилії, де він найчастіше застосовується у бразильській музиці для форро, а також на Кабо-Верде. Він є нащадком середньовічного ребека.

## Історія
Вважається, що рабека виникла в регіоні Дору-Міню на півночі Португалії, особливо в околицях Амаранте в 18 столітті. Рабека також має сефардське походження.
У португальській традиції rabeca chuleira є варіантом з короткою мензурою, який грають у сільських оркестрах разом з гітарами або віолою брагезою, барабанами, трикутником, а зараз іноді і з ґайтою трансмонтаною або галісійською волинкою. Репертуар складається з танців у розмірі 2/2 — чули та 3/4 — шамаррита.
У Португалії рабека чулейра (також відома як рабека рабела, чула де Амаранте, чула де Пенафіель або рамальдейра залежно від регіону, на якому грають з дуже невеликими варіаціями) все ще широко асоціюється з жителями Мінью, Дору Літораль і, певною мірою, Бейра Літораль. Однак вона не має значної популярності в решті країни і поступово була замінена скрипкою в португальському фольклорі.
У бразильській традиції рабека чулейра називається просто рабека і не є коротким інструментом на відміну від свого португальського родича. Португальська віола брагеза знаходить відповідник у своєму бразильському родичі, віолі кайпіровій . У музиці форро рабека зазвичай супроводжується акордеоном, барабаном забумби та трикутником. Три основні танцювальні ритми forró — це 4/4 xote, baião та arrasta-pé .

## Тюнінг
Коротка гама рабека чулейра з Португалії налаштована на октаву вище скрипки. З іншого боку, бразильська рабека грає в тому ж діапазоні, що й скрипка, але може бути налаштована на кварти або квінти.